# Take a Look Around (Masta Ace)
Take a Look Around è il primo album del rapper statunitense Masta Ace, pubblicato nel 1990. In Me and the Biz Masta Ace fa anche la parte di Biz Markie, poiché il rapper non riuscì a registrare in studio per la collaborazione.
| Recensione | Giudizio |
| ---------- | -------- |
| AllMusic   | [ 1 ]    |
| RapReviews | [ 2 ]    |

## Tracce
1. Music Man – 4:03
2. I Got Ta – 4:27
3. Letter to the Better (Remix) – 3:15
4. Me and the Biz – 5:11
5. The Other Side of Town – 4:52
6. Ace Iz Wild – 4:51
7. Can't Stop the Bum Rush – 5:09
8. Movin' On (feat. Menia Sims) – 4:31
9. Brooklyn Battles – 3:52
10. Maybe Next Time – 4:39
11. Postin' High – 4:50
12. As I Reminisce (feat. Ice U Rock) – 5:02
13. Take a Look Around – 4:32